# Chryseofusus hyphalus
Chryseofusus hyphalus is een slakkensoort uit de familie van de Fasciolariidae. De wetenschappelijke naam van de soort is voor het eerst geldig gepubliceerd in 1940 door M. Smith.